# Carrefour des Attelages
Le carrefour des Attelages (en néerlandais: Gespanhoek) est un carrefour en forêt de Soignes. Il part de l'avenue de Diane pour terminer sa course avenue de la Sapinière.

## Historique
Autrefois, il y a bien longtemps, c'était un carrefour ouvert à la circulation dans les deux sens. C'est à présent un espace piétonnier.[Depuis quand ?]

## Situation
Compte tenu de sa situation dans le bois de la Cambre, on peut considérer qu'il se trouve en son centre. Il est, par ailleurs, le théâtre de nombreux événements tels que les 24 heures vélo du bois de la Cambre.

## Particularité
La partie centrale du bois de la Cambre porte des noms relatifs à la chasse à courre. On y trouve ainsi le chemin de l'Hallali, l'allée de la Vénerie, le chemin des Traqueurs, le carrefour des Attelages, le chemin de la Meute et l'allée des Équipages.

## Éléments mobiliers
Parmi les éléments mobiliers on y trouve : un gazébo, un kiosque, une borne-fontaine ainsi qu'une cloche.

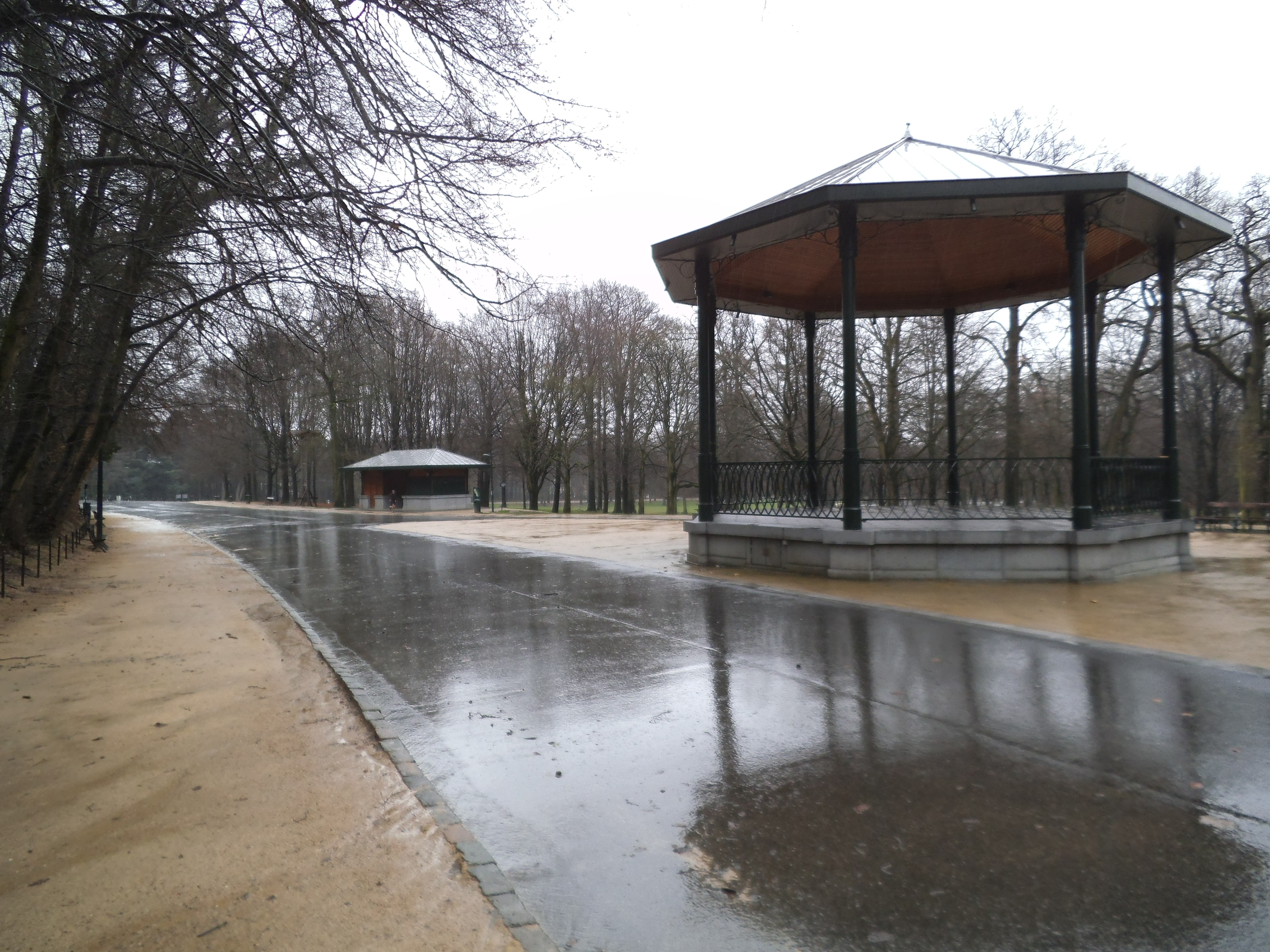
Gazébo du carrefour des Attelages
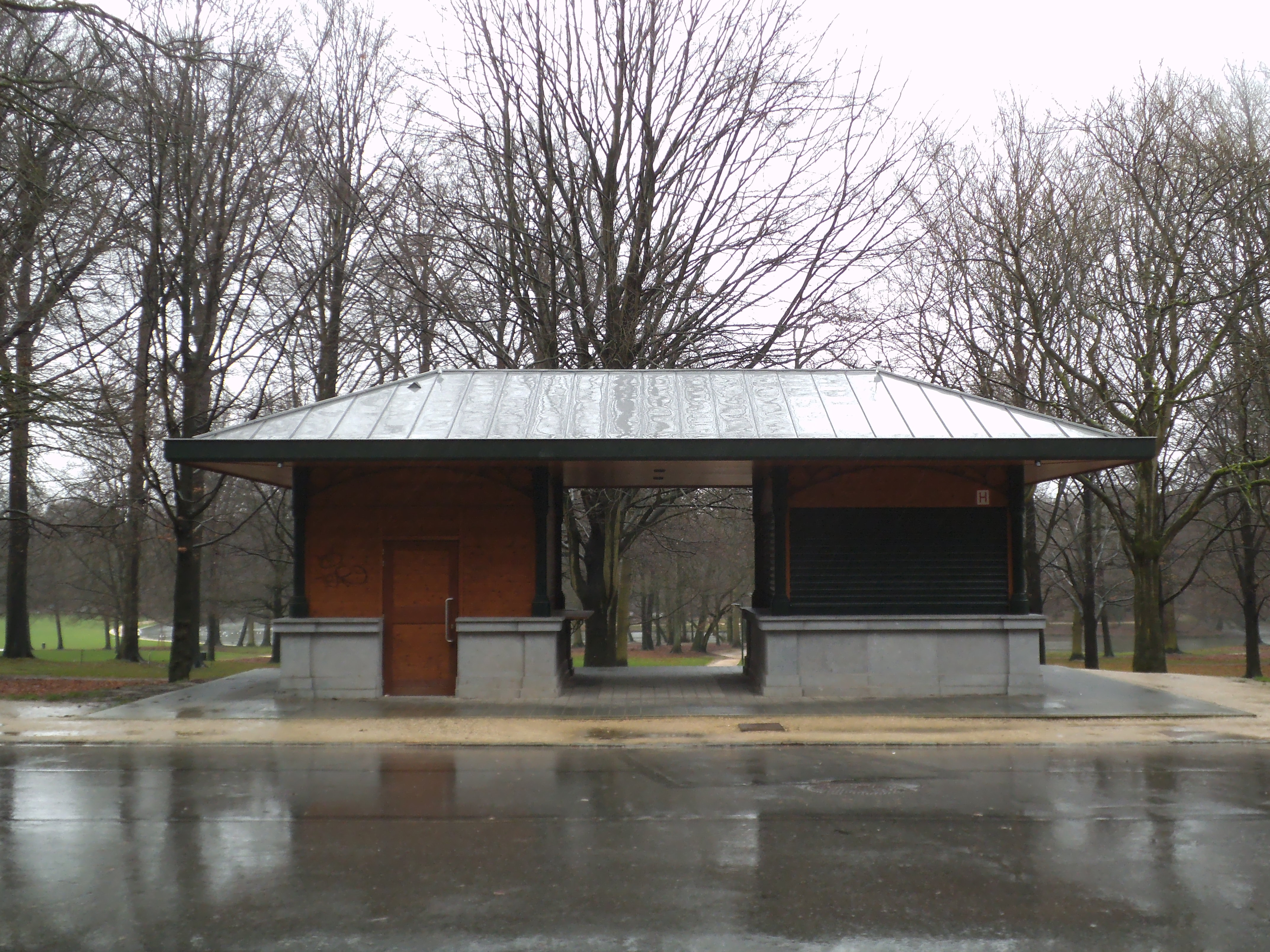
Pavillon
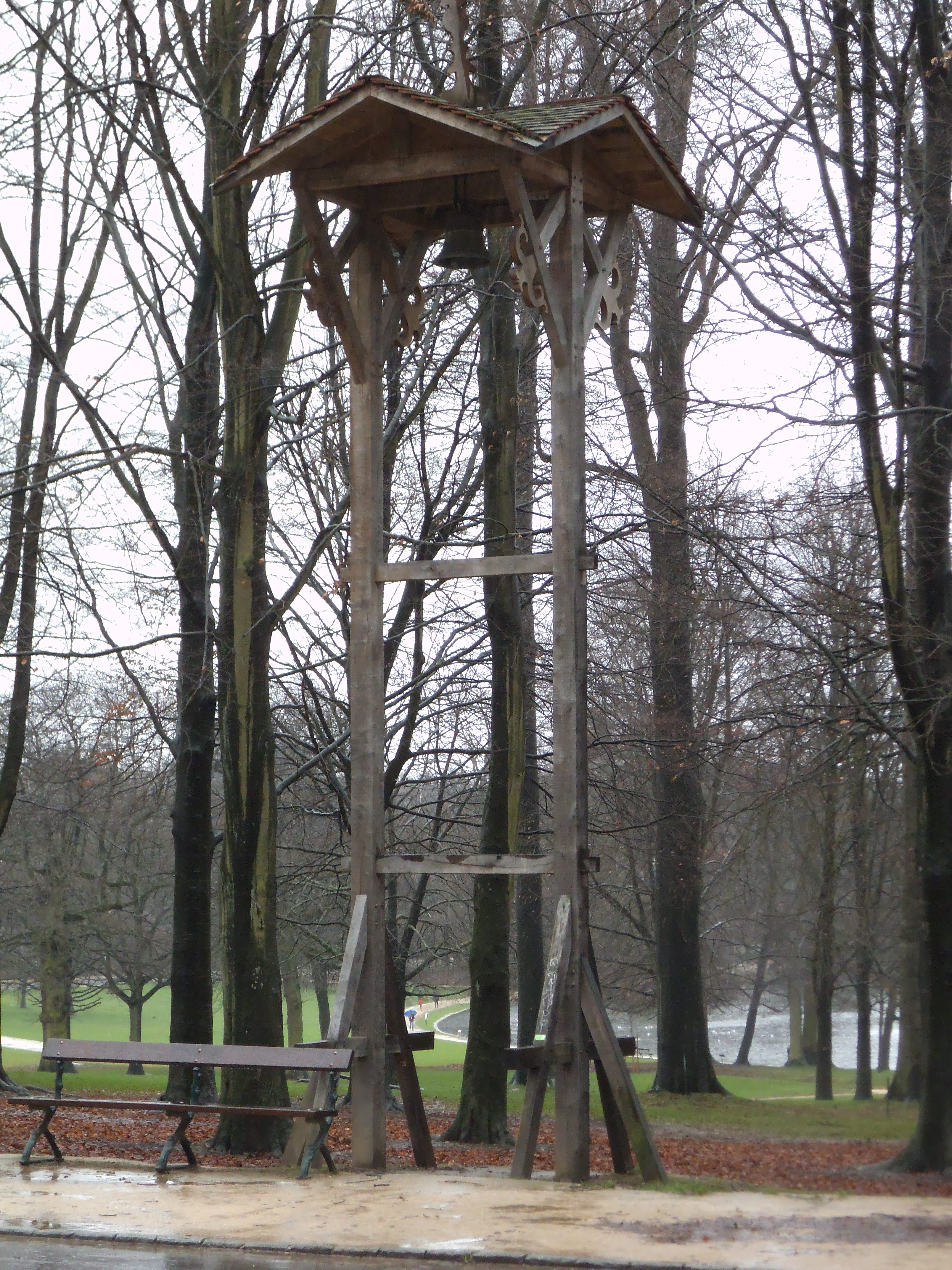
Cloche
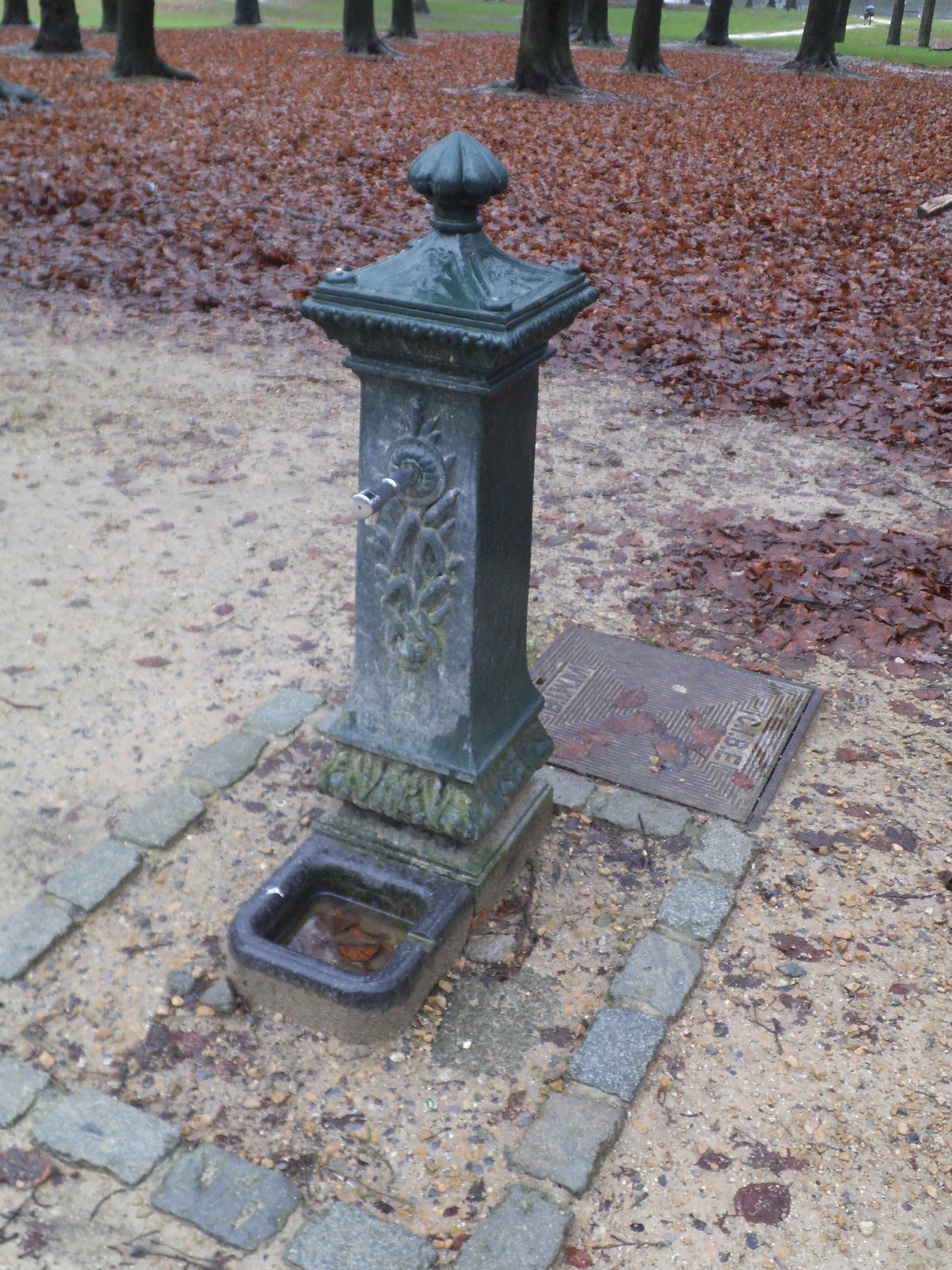
Borne-fontaine

### Quelques événements au bois de la cambre
- Piknik - Free Open Air
- Up Summer
- Fiesta Latina
- Eat ! Brussels Festival
- Brussels Yoga Sunday

24 heures vélo du bois de la Cambre

- 24 heures vélo du bois de la Cambre